# Roviano
Roviano és un municipi italià, situat a la regió de Laci i a la ciutat metropolitana de Roma Capital. L'any 2001 tenia 1.386 habitants.